# Алгебрична топологія

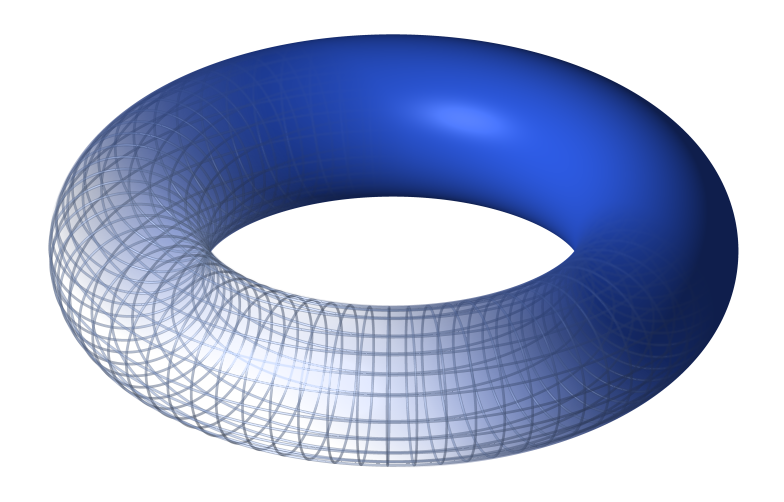
Тор, є одним із об'єктів, що вивчається найчастіше в алгебраїчній топології

Алгебрична топологія (застаріла назва: «комбінаторна топологія») — розділ топології, який вивчає топологічні простори шляхом зіставлення їм алгебричних об'єктів, а також поведінку цих об'єктів під дією різних топологічних операцій.

## Основна ідея
Одна з основних ідей алгебричної топологі полягає у тому, щоб розгладати два простори як еквівалентні, якщо вони мають "однакову форму" у деякому сенсі, більш широкому, ніж гомеоморфізм. Це приводить до наступного визначення. Деформаційна ретракція простору {\displaystyle X} на простір {\displaystyle A} - клас відображень {\displaystyle f_{t}:X\rightarrow X,\,\,\,\,t\in I,} для якого {\displaystyle f_{0}=1} (тотожне відображення), {\displaystyle f_{1}(X)=A} та {\displaystyle f_{t}|_{A}=\mathbb {1} \,\,\,\forall t.} Клас {\displaystyle f_{t}} повинен бути неперервним у тому сенсі, що відображення {\displaystyle X\times I\rightarrow X,} задане формулою {\displaystyle (x,t)\mapsto f_{t}(x),} є неперервним. Деформаційна ретракція {\displaystyle f_{t}:X\rightarrow X} є частковим випадком гомотопії, який є просто класом відображень {\displaystyle f_{t}:X\rightarrow X,\,\,\,\,t\in I,} для якого відображення {\displaystyle F:X\times I\rightarrow Y,} задане формулою {\displaystyle f(x,t)=f_{t}(x),} є неперервним.
Таким чином, деформаційна ретракція простору {\displaystyle X} на підпростір {\displaystyle A} - це гомотопія тотожного відображення простору {\displaystyle X} у ретракцію {\displaystyle X} на {\displaystyle A,} тобто відображення {\displaystyle r:X\rightarrow X,} для якого {\displaystyle r(X)=A} й {\displaystyle r|_{A}=\mathbb {1} .}
Можна також розглядати ретракцію як відображення {\displaystyle X\rightarrow A,} обмеження якого на підпростір {\displaystyle A\subset X} є тотожним. З більш формальної точки зору ретракція - це відображення {\displaystyle r:X\rightarrow X,} для якого {\displaystyle r^{2}=r,} оскільки це співвідношення в точності значить, що {\displaystyle r} є тотожним на своєму образі. Ретракції - це аналоги проекторів, які зустрічаються у інших розділах математики. 
Методи алгебричної топології засновані на припущенні, що алгебричні структури влаштовані простіше, ніж топологічні.
Крім різних гомологій (зараз дуже велике значення набули екстраординарні гомології, наприклад теорія бордизмів або {\displaystyle K}-теорія) для алгебричної топології важливі гомотопічні групи {\displaystyle \pi _{n}(X)}. З них головною є {\displaystyle \pi _{1}(X)} — так звана фундаментальна група, на відміну від груп решти вимірностей, що можуть бути неабелевими.

## Основні галузі алгебраїчної топології
В цьому розділі перелічені основні області, які вивчає алгебраїчна топологія:

### Гомотопічні групи
Гомотопічні групи використовуються в алгебраїчній топології для класифікації топологічних просторів. Першою і найпростішою гомотопічною групою є Фундаментальна група, яка містить інформацію про петлі в просторі. Гомотопічні групи записують інформацію про базову форму, або дірки топологічного простору.

### Гомологія
В алгебраїчній топології та абстрактній алгебрі, гомологія (перша частина назви походить від грецького слова ὁμός гомос "ідентичний") це певна загальна процедура асоціації послідовності абелевих груп або модулів із даним математичним об'єктам, таким як топологічний простір або група.

### Когомологія
В гомології і алгебраїчній топології, когомологія це загальний термін для послідовності абелевих груп визначених через ланцюговий комплекс. 

### Многовид
Многовид це такий топологічний простір, який біля кожної точки є схожим на Евклідів простір. Прикладами є площина, the сфера, і тор, які можуть бути представлені у трьох вимірах, а також пляшка Кляйна і дійсна проективна площина які не можна представити у трьох вимірах, але існують у чотирьох вимірах. Як правило, результати алгебраїчної топології приділяють увагу загальним, не дефереційованим аспектам многовидів, наприклад Двоїстість Пуанкаре.

### Теорія вузлів
Теорія вузлів вивчає математичні вузли. Хоч ця галузь натхненна вузлами, що існують у повсякденному житті зав'язаними на шнурах та мотузках, математичні вузли відрізняються тим, що їхні кінці сполучені між собою так, що ці вузли неможливо розв'язати. На точній математичній мові, вузол це вкладення кола в 3-вимірний евклідів простір {\displaystyle \mathbb {R} ^{3}}. Два математичні вузли еквівалентні, якщо один з них можна трансформувати в інший деформацією простору {\displaystyle \mathbb {R} ^{3}} самого в себе (так звана об'ємна ізотопія); ці трансформації можна уявити як такі маніпуляції над зв'язаною мотузкою, за яких не застосовують розрізання мотузки чи проходження її через себе

### Комплекси

Симпліційний 3-комплекс.

Симпліційний комплекс це топологічний простір певного типу, побудований шляхом "склеювання до купи" точок, лінійних відрізків, трикутників, та їх n-вимірних відповідників (див. ілюстрацію).  Симпліційні комплекси не слід плутати із більш абстрактним поняттям Симпліційної множини, яке зустрічається в сучасній симпліциальній теорії гомотопії. Суто комбінаторним відповідником симпліциальному комплексу є абстрактний симпліційний комплекс.
CW-комплекс це тим топологічного простору запропонований Д. Г. К. Вайтгедом з метою узгодити потреби теорії гомотопії. Цей клас просторів є ширшим і має дещо кращі властивості категорій ніж симпліційні комплекси, але залишає відповідати комбінаторній природі, що дозволяє здійснювати розрахунки (часто із набагато меншим комплексом).

## Теорема Брауера (приклад)
Як приклад застосування методів алгебричної топології можна навести доказ знаменитої теореми Брауера. Тут {\displaystyle D_{n}} означає замкнена {\displaystyle n}-вимірна куля, {\displaystyle S_{N-1}} — її {\displaystyle (n-1)}-вимірна границя (сфера):
 Будь-яке неперервне відображення {\displaystyle f} {\displaystyle n}-вимірної кулі {\displaystyle D_{n}} у себе має нерухому точку, тобто таку точку {\displaystyle x}, що
{\displaystyle f(x)=x}
Неважко бачити, що для цього достатньо довести наступну лему:
 Не існує неперервного відображення {\displaystyle g} {\displaystyle n}-вимірної кулі {\displaystyle D_{n}} на свою границю {\displaystyle S_{n-1}} такого, що {\displaystyle g(x)=x} для всіх точок границі (що називається ретракцією)
Дійсно, якщо у відображенні {\displaystyle f} немає нерухомих точок, то ми можемо побудувати відображення {\displaystyle g} кулі на сферу провівши для кожної точки кулі {\displaystyle x} промінь, що виходить з {\displaystyle f(x)} і проходить через {\displaystyle x} (у разі відсутності нерухомих точок це різні точки). Точку перетину променя зі сферою {\displaystyle S_{n-1}} позначимо через {\displaystyle y} і покладемо {\displaystyle g(x)=y}. Ясно, що отримане відображення є неперервним, і якщо {\displaystyle x} належить сфері, то {\displaystyle g(x)=x}. Ми отримали ретракцію кулі на сферу, що за лемою неможливо. Значить нерухомі точки (хоча б одна) повинні існувати.
Тепер найбільша складність полягає у доведені леми. Нехай існує така ретракція {\displaystyle g}. Позначимо {\displaystyle i} — вкладення сфери в кулю {\displaystyle i(x)=x}. Маємо: добуток відображень {\displaystyle gi=\mathrm {id} } — тотожне відображення сфери (спочатку {\displaystyle i}, потім {\displaystyle g}). Одним з найголовніших інструментів алгебричної топології є так звані групи  гомології (наприклад, сімпліциальні або сингулярні). Кожному топологічному простору {\displaystyle X} відповідає в кожній розмірності {\displaystyle n} своя абелева група гомології {\displaystyle H_{n}(X)}, а кожному неперервному відображенню {\displaystyle f:X\to Y} відповідає гомоморфізм груп {\displaystyle f_{*}:H_{n}(X)\to H_{n}(Y)}, причому добутку відображень {\displaystyle fg} відповідає добуток гомоморфізмів {\displaystyle f_{*}g_{*}}, а тотожному відображенню {\displaystyle \mathrm {id} } відповідає тотожний ізоморфізм {\displaystyle \mathrm {id} _{*}}. (Мовою теорії  категорій це означає, що група гомології є коваріантним функтором з категорії топологічних просторів у категорію абелевих груп).
Тепер повертаємося до нашої леми. Легко довести, що {\displaystyle H_{n-1}(S_{n-1})=\mathbf {Z} }, а {\displaystyle H_{n-1}(D_{n})=0}. Тоді відображення {\displaystyle g_{*}:H_{n-1}(D_{n})\to H_{n-1}(S_{n-1})} буде відображенням в 0 але, з іншого боку, оскільки {\displaystyle gi=\mathrm {id} }, маємо {\displaystyle g_{*}i_{*}=\mathrm {id} _{*}:\mathbf {Z} \to \mathbf {Z} } — є не нульовим гомоморфізмом, ізоморфізму, а тотожним. Таким чином, лема доведена.
Звичайно, є й неалгебричні доведення теореми Брауера, але введення гомології відразу дозволило легко довести безліч тверджень, які раніше здавалися непов'язаними одне з одним.

## Історія
Деякі теореми алгебричної топології були відомі ще Ейлеру, наприклад, що для всякого опуклого многогранника з числом вершин {\displaystyle V}, ребер {\displaystyle E} і граней {\displaystyle F} має місце {\displaystyle V-E+F=2}.
Топологічними питаннями цікавилися Гаус і Ріман.
Але основну роль у створенні алгебричної топології як науки зіграв  Пуанкаре — саме йому належать поняття симпліційної гомології та фундаментальної групи.
Великий внесок зробили Александер, Веблен, Лефшец, Уайтхед, Борсук, Гуревич, Стінрод, Ейленберг, Серр, Том, Атія, Хірцебрух, Ботт, Адамс Смейл,  Мілнор, Квіллен, П С. Александров, Колмогорова, Понтрягін, Люстерник, Рохлін, Новіков, Фоменко, Концевич, Воєводський, Перельман.

## Навчальні матеріали
- (англ.) Курс лекцій Algebraic Topology, a beginner's course на YouTube, N. J. Wildberger (University of New South Wales).